# 許培山
許培山（1956年11月24日—），中華民國海軍中將（退役），本省人、閩南人，生於臺灣高雄縣旗山鎮，籍貫高雄市，畢業於海軍官校正67年班，曾任國防部常務次長、海軍副司令、海軍參謀長、海軍艦指部副指揮官、參謀本部作戰計畫參謀助次、海軍副參謀長、海軍168艦隊長、副艦隊長、海軍惠陽艦長、海軍武勝艦長。